# Conexión en Florida
Conexión en Florida (Florida Straits) es una película de aventuras para televisión dirigida por Mike Hodges, que fue estrenada en 1986. Producida por HBO, estaba protagonizada por Fred Ward, Raúl Juliá, Daniel Jenkins y Antonio Fargas. La película tuvo estrenos parciales en varios países y pronto salió al mercado del vídeo casero. La película fue rodada en el sur de Carolina y en Cuba en la década de 1980. 

## Resumen
Lucky (Fred Ward) participa en una partida de cartas en un barco turístico por los cayos de Florida. Está en compañía de otros jugadores de azar. Un día, un hombre llamado Mac (Jenkins), joven recién salido de la universidad, aparece y participa en una partida de póquer con Lucky. A pesar de su apariencia juvenil y su aspecto, Mac es un experto jugador de cartas. Lucky, incapaz de pagar a Mac su deuda, finalmente termina en sociedad con el joven y ahora los dos comparten el barco de Lucky, The White Witch (La bruja blanca).
Conforme pasa el tiempo, un preso político de Cuba, llamado Carlos (Juliá), aterriza en Miami. Castro ha estado encarcelado desde 1961 y fue piloto de DC-3 durante la invasión planificada de Bahía de Cochinos. Carlos finalmente conoce a Lucky y Mac y los convence de que usen su barco, la Bruja blanca para llevarlo de regreso a Cuba. Carlos tiene dos razones para regresar a Cuba, una dama perdida (Payán) a quien cree que todavía lo espera después de veinte años y una caja de monedas de oro que se lanzó en paracaídas desde el DC-3 justo antes de salir del avión en 1961. Los tres acaban en Cuba y se enfrentan a una banda de rebeldes liderada por El Gato (Fargas)

## Reparto
| Actor            | Personaje     |
| ---------------- | ------------- |
| Raúl Juliá       | Carlos Jayne  |
| Fred Ward        | Lucky Boone   |
| Daniel Jenkins   | Mac           |
| Jaime Sánchez    | Innocente     |
| Víctor Argo      | Pablo Cheruka |
| Ilka Tanya Payán | Carmen        |
| Antonio Fargas   | El Gato Negro |
| Jesse Corti      | Guido         |
| Raúl Dávila      | Esteban       |
| Ed Grady         | Lenny         |